# Notoplana sanpedrensis
Notoplana sanpedrensis is een platworm (Platyhelminthes). De worm is tweeslachtig. De soort leeft in het zoute water.
Het geslacht Notoplana, waarin de platworm wordt geplaatst, wordt tot de familie Notoplanidae gerekend. De wetenschappelijke naam van de soort werd voor het eerst geldig gepubliceerd in 1930 door Freeman.